# In Concert 1987: Abigail
In Concert 1987: Abigail to koncertowy album grupy heavymetalowej King Diamond, zarejestrowany w roku 1987, lecz wydany dopiero trzy lata później.

## Lista utworów
1. Funeral (Diamond) - 1:55
2. Arrival (Diamond) - 5:47
3. Come to the Sabbath (Diamond) - 5:43
4. The Family Ghost (Diamond) - 4:25
5. The 7th Day of July 1777 (Diamond) - 4:26
6. The Portrait (Diamond) - 4:46
7. Guitar Solo Andy (LaRocque) - 3:35
8. The Possession (Denner, Diamond) - 3:52
9. Abigail (Diamond) - 4:28
10. Drum Solo (Dee) - 3:25
11. The Candle (Diamond) - 6:01
12. No Presents for Christmas (Denner, Diamond) - 4:23

## Twórcy
- King Diamond - śpiew
- Andy LaRocque - gitara
- Michael Moon - gitara
- Timi Hansen - gitara basowa
- Mikkey Dee - perkusja